# Ricardo Alarcón
Ricardo Alarcón   (l'Havana, 21 de maig de 1937 - l'Havana, 30 d'abril de 2022) va ser un polític cubà i professor de filosofia. Va ser president de l’Assemblea Nacional des del 1993 fins al 2013 i considerat la tercera figura més poderosa de Cuba.

## Biografia
L'any 1954, Ricardo Alarcón es va incorporar a la Universitat de l'Havana i, dins de la Federació d'Estudiants Universitaris (FEU), es va comprometre contra el règim de Fulgencio Batista. Es va graduar com a Doctor en Filosofia i Humanitats. L'any següent, esdevingué secretari de cultura de la Federació, i s'incorporà al Moviment 26 de juliol liderat per Fidel Castro. Després de la victòria de la Revolució el 1959, va ser vicepresident de la FEU, després president de 1961 a 1962.
Va ser llavors quan va començar la seva carrera en política exterior. En 1962, va ser director del departament Amèrica al Ministeri d'Afers Exteriors. De 1966 a 1978, va ser ambaixador permanent de Cuba a l'ONU, vicepresident de l'Assemblea General de l'ONU, president de la Junta Directiva del Programa de les Nacions Unides per al Desenvolupament i vicepresident del Comitè de l'ONU per a l'exercici dels drets inalienables del poble palestí. Promogut el 1978 al càrrec de viceministre d'Afers Exteriors, va esdevenir ministre el 1992.
L'any següent va ser elegit diputat al municipi de la Plaza de la Revolución de l'Havana. Va posar fi a les seves funcions com a ministre, i va esdevenir president de l'Assemblea Nacional del Poder Popular, càrrec per al qual va ser reelegit el 1998, 2003 i 2008. També va ser membre del Buró Polític del Partit Comunista de Cuba i va ocupar una càtedra de filosofia a la Universitat de l'Havana. El febrer de 2013, va deixar el seu càrrec de president de l'Assemblea, després també va abandonar el Comitè Central del partit al juliol, als 76 anys, sense que es coneguin els motius d'aquesta probable desgràcia.